# Districtul Aïn Fekan
Aïn Fekan este un district din provincia Mascara, Algeria.